# توم ميرفي (ممثل)
توم ميرفي (بالإنجليزية: Tom Murphy)‏ هو مؤلف وممثل أيرلندي، ولد في 15 يناير 1968 في زيمبابوي، وتوفي في 6 أكتوبر 2007 في جمهورية أيرلندا. من الجوائز التي نالها جائزة توني لأفضل ممثل في مسرحية ‏ سنة 1998.

## جوائز
- جائزة توني لأفضل ممثل في مسرحية [الإنجليزية]‏ (1998)

## وصلات خارجية
- توم ميرفي على موقع IMDb (الإنجليزية)
- توم ميرفي على موقع قاعدة بيانات برودواي على الإنترنت (الإنجليزية)
- توم ميرفي على موقع قاعدة بيانات الفيلم (الإنجليزية)